# Dalby (North Yorkshire)
Dalby – wieś w Anglii, w North Yorkshire. Leży 14,9 km na zachód od centrum miasta Malton, 19,7 km od miasta York i 298,2 km na północny wschód od Londynu. Dalby jest wspomniana w Domesday Book (1086) jako Dalbi.